# Handlungsfeld
Unter Handlungsfeldern versteht man in der Pädagogik zusammengehörige Aufgabenkomplexe mit beruflichen sowie lebens- und gesellschaftsbedeutenden Handlungssituationen. 
Handlungsfelder sind immer mehrdimensional, indem sie berufliche, gesellschaftliche und individuelle Problemstellungen miteinander verknüpfen. Aus diesen Handlungsfeldern werden Lernfelder für die berufliche Ausbildung konzipiert.
In der allgemeinen Managementlehre wird unter einem Handlungsfeld eine Dimension zur Lösung eines Problems verstanden, für das spezifische Maßnahmen gefunden werden müssen, um eine bestimmte Zielsetzung zu erreichen. Meist lässt sich die Gesamtheit aller Maßnahmen, die zur Lösung eines Problems bzw. einer Aufgabenstellung identifiziert wurden, in Handlungsfelder kategorisieren und ggf. einzeln oder pro Handlungsfeld priorisieren.